# 甘恰圣母堂
甘恰圣母堂（Santa Maria della Gancia）是一座15世纪罗马天主教教堂，毗邻一个修道院，位于意大利南部西西里首府巴勒莫市中心 Alloro街27 号。

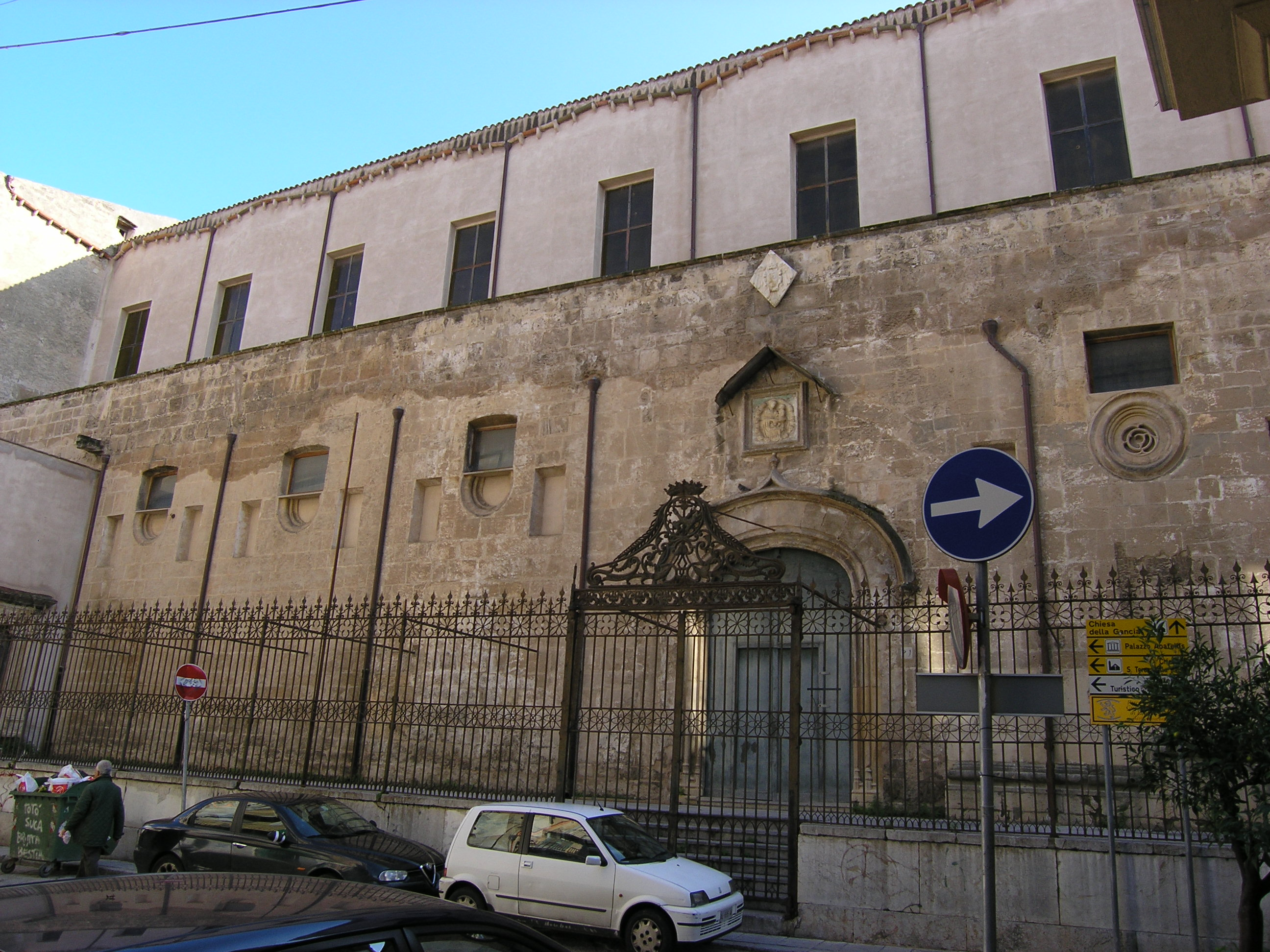
修道院

## 历史
该堂名称源于堂内供奉的耶稣圣婴像，系毗邻的甘恰修道院的一位修士从海中打捞上来，甘恰修道院是一个朝圣者的客栈。
该堂由方济各会始建于1490年，其立面包括西班牙哥特式大门和文艺复兴风格的窗户。
内部装饰为巴洛克风格。正祭台画作为Pietro Novelli的《圣家》。右侧第二小堂的壁画描绘《圣母、圣加大肋纳和圣亚加大》（1528年）。左侧第二小堂的壁画为温琴佐帕维亚的《耶稣降生》。
1860年4月4日，反抗波旁王朝统治的起义失败，许多爱国者和一些修士在堂外被杀。两名意大利爱国者藏身在墓穴中，并得以逃离。